# Bulbophyllum triaristella
Bulbophyllum triaristella är en orkidéart som beskrevs av Rudolf Schlechter. Bulbophyllum triaristella ingår i släktet Bulbophyllum och familjen orkidéer. Inga underarter finns listade i Catalogue of Life.